# Monsieur Octave (téléfilm, 1972)
Pour plus de détails, voir Fiche technique et Distribution.
Monsieur Octave est un téléfilm français réalisé par René Lucot, diffusé en 1972.

## Fiche technique
- Titre : Monsieur Octave
- Réalisateur : René Lucot
- Assistants : Pierre Néel, Bernard Rothstein
- Scripte : Christiane Spiero
- Image : Albert Schimel[1]
- Date de diffusion : 30 décembre 1972[2]

## Distribution
- Octave : Julien Bertheau
- Marcel : Alain Bertheau
- Directeur : Jacques Dhery
- Mme Lola : Dominique Davray
- Pepi (clown) : Michel Francini
- Lilette : Marie-Héloïse Baconnet
- Loulou : Eva Lazslo
- Douglas : Richard Rech
- Rudi : Frank Estange
- Zep (jongleur) : Toly Berr